# Obidowiec (potok)
Obidowiec – potok, dopływ Lepietnicy. Cała jego zlewnia znajduje się w Gorcach, ale poza granicami Gorczańskiego Parku Narodowego. Ma źródła na wysokości około 1050 m na zachodnich stokach szczytu Rozdziele. Spływa w zachodnim kierunku całkowicie porośniętą lasem doliną i dopiero w końcowym odcinku wpływa na zabudowane obszary miejscowości Obidowa. Tutaj uchodzi do Lepietnicy jako jej prawy dopływ. Ma to miejsce na osiedlu Parzygnatówka na wysokości około 795 m.
Zbocza doliny Obidowca tworzą dwa grzbiety odchodzące od wierzchołka Rozdziele. Północne zbocza tworzy główny grzbiet Gorców na odcinku od Rozdziela przez Obidowiec po Stare Wierchy, zbocza południowe krótki grzbiet, który odgałęzia się od Rozdziela i poprzez Solnisko i Średni Wierch opada w widły Lepietnicy i Obidowca. Z obydwu tych zboczy do Obidowca spływa wiele niemających własnej nazwy potoków
Cała zlewnia Obidowca znajduje się we wsi Obidowa w województwie małopolskim, w powiecie nowotarskim, w gminie Nowy Targ.

## Przypisy

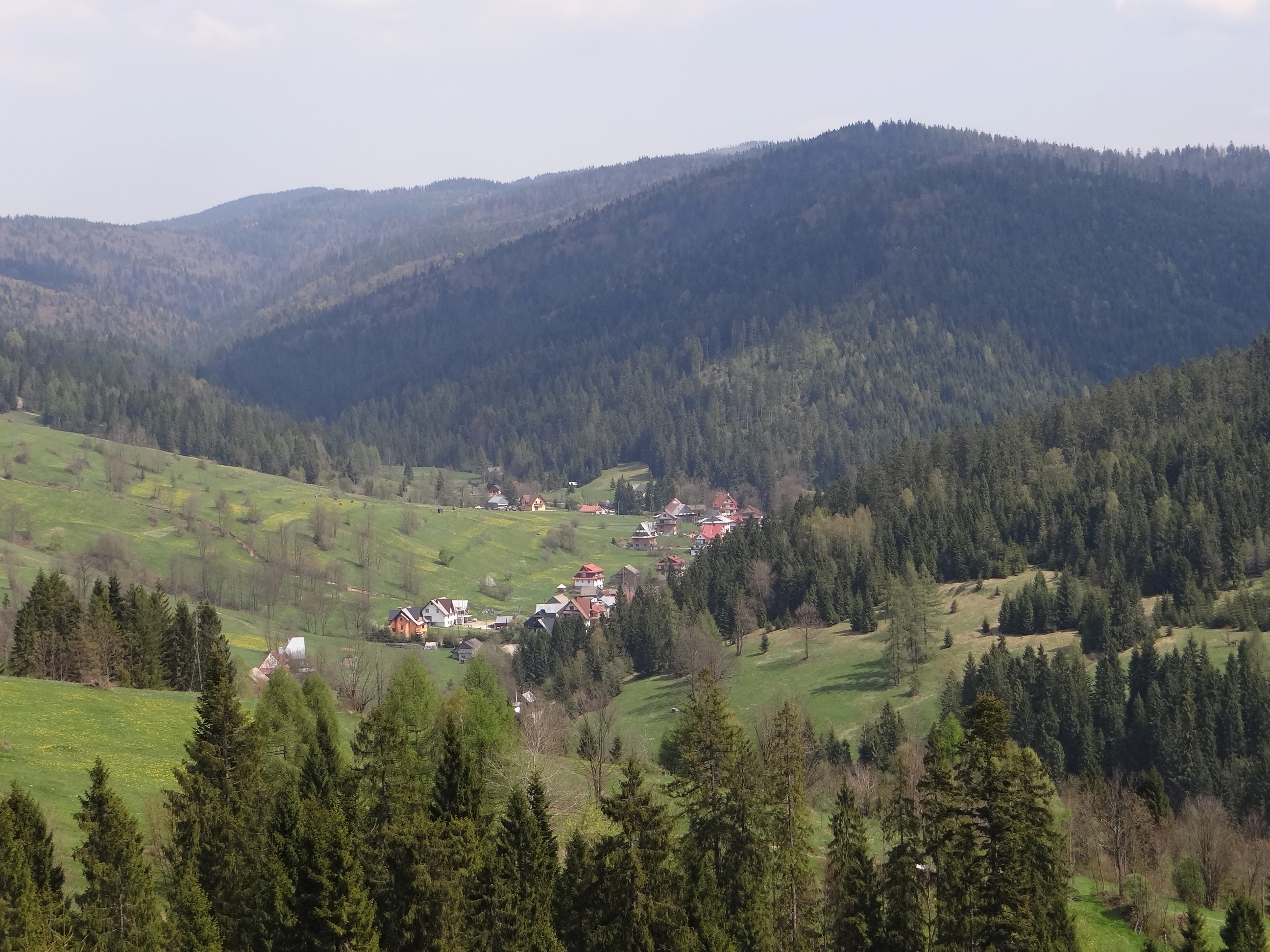
Dolina potoku Obidowiec